# يخلقان
يخلقان هي قرية في مقاطعة ماكو، إيران. يقدر عدد سكانها بـ 150 نسمة بحسب إحصاء 2016.